# Rupert Andersson
Oskar Rupert "Rubba" Andersson, född 28 februari 1909 i Norrköpings Borgs församling, död 3 februari 1983 i Norrköping, var en svensk fotbollsspelare (anfallare).
Andersson representerade på klubbnivå IK Sleipner i Allsvenskan mellan 1927 och 1933. Han spelade år 1929 en A-landskamp för Sverige, mot Lettland den 28 juli, och gjorde i denna sin enda landskamp tre mål. Hans bror, Folke Andersson, var också fotbollsspelare i Sleipner.